# Bundesstraße 512
Die deutsche Bundesstraße 512 (Abkürzung: B 512) befindet sich in Bayern nahe der österreichischen Grenze.

## Verlauf
Die Bundesstraße 512 beginnt als Verlängerung der B 12, welche an der Autobahnzufahrt Pocking auf die Trasse der Bundesautobahn 3 führt. Die B 512 führt in nordöstliche Richtung zunächst an der Ortschaft Mittich vorbei, ehe die Rott, kurz vor ihrer Mündung in den Inn, überquert wird. Die Ortschaft Neuhaus am Inn wird im großen Bogen umfahren, wobei die Trasse eine nun klare östliche Richtung einschlägt. Bei der Überquerung des Inn wird die Staatsgrenze zu Österreich passiert, worauf die Straße als B 137 weitergeführt wird. Die Bundesstraße 512 weist eine Gesamtlänge von etwa 6,5 km auf.

## Geschichte
Die heutige Bundesstraße 512 ist ein Teilstück der früheren Bundesstraße 12, die durch Passau führte und nun an der Ausfahrt Pocking an der Bundesautobahn 3 endet. Ab dem Stadtrand von Passau verläuft die Bundesstraße 12 wieder auf der alten zur tschechischen Grenze führenden Strecke.